# Język xiang
Język xiang, także hunański – jeden z języków chińskich, używany głównie w prowincji Hunan, a także w części prowincji Guangdong, Syczuan i regionu autonomicznego Guangxi. Uważany za odmianę pośrednią między dialektami mandaryńskimi i wu, ale jest mało zrozumiały dla użytkowników tych odmian języka chińskiego.
W użyciu jest również język mandaryński. Z doniesień wynika, że xiang upodabnia się do południowo-zachodnich odmian mandaryńskiego. Wpływy mandaryńskie zaznaczyły się w szczególności w dialekcie rejonu Changsha.